# لاله‌زار (بردسیر)
لاله زار شهری کوهستانی و سردسیر در دامنه کوه‌ شاه و در بخش لاله زار شهرستان بردسیر استان کرمان ایران است. شهر لاله زار در استان کرمان با ارتفاع ۲۷۰۰ تا ۳۰۰۰ متر از سطح دریا، بلندترین و مرتفع‌ترین شهر ایران است. محصولات طبیعی از جمله کشک روغن و پنیر، کره و عسل را می‌توان در شهر لاله زار پیدا کرد. این شهر دارای با کیفیت‌ترین گلاب ایران (به دلیل ارتفاع زیاد شهر از سطح دریا) است و دومین تولیدکننده گل محمدی از نظر سطح زیر کشت در کشور نیز به‌شمار می‌رود

## موقعیت جغرافیایی
شهر لاله زار در میان شهرهای مرتفع بردسیر و بافت قرار گرفته‌است. لاله زار در جنوب شرقی شهرستان بردسیر و شمال شرقی شهرستان بافت قرار گرفته‌است.

## جمعیت
بر پایه سرشماری عمومی نفوس و مسکن در سال ۱۳۹۵ جمعیت این شهر ۴٬۴۲۹ نفر (در ۱٬۳۱۴ خانوار) بوده‌است.

## آب و هوا و اقلیم
آب و هوای شهر لاله زار سرد و کوهستانی است. شهر لاله زار در دامنه کوه‌های لاله زار قرار دارد. لاله زار در کنار یکی از بلندترین کوه‌های ایران یعنی کوه لاله زار قرار گرفته‌است. ارتفاع کوه لاله زار بیش از ۴۳۰۰ متر است. آب و هوای لاله زار بگونه ای است که در طول سال بارها در تابستان و زمستان و در گزارش‌های هواشناسی، خنک‌ترین و سردترین شهر ایران اعلام شده‌است.

## گردشگری
لاله زار شهری با طبیعتی خاص است. وجود مزارع گل محمدی و باغ‌های فراوان شرایطی خاص را برای این منطقه رقم زده‌است.
- سایت گردشگری لاله زار
- مزارع گل محمدی لاله زار
- سد لاله زار

## دربارهٔ لاله زار
وقتی وارد لاله زار می‌شوید یک کمپ گردشگری دارد و گردشگران وارد آن محوطه و محیط باید شوند، نرخ ورودی برای هر خودرو ۲۵ هزارتومان در سال ۱۴۰۱ بوده‌است. اقدام زیبایی هم که انجام شده بود دادن پلاستیک زباله به هر ماشین بود و اینکه در هنگام خروج پلاستیک زباله خود را تحویل می‌داد و یک بطری گلاب هدیه می‌گرفتید. سد منطقه هم پرآب بود اما قایقرانی وجود نداشت. فضای کمپ گردشگری بسیار عالی و مکان‌های خوبی جهت استراحت وجود داشت. سرویس‌های بهداشتی نیز در دسترس بود. با یک پیاده‌روی کوتاه از سد عبور می‌کردید یا با خودرو، و در تپه بعد از سد جلوه زیبایی از آبشار مانند از رودی که به سد می‌ریخت ایجاد شده بود.

## سوغات
سوغات شهر لاله زار گلاب و عسل است. همچنین بسیاری از میوه جات سردسیری نیز در این شهر یافت می‌شود.

### گلاب لاله زار
عطر گل محمدی لاله زار یا عیار آن نیز از سایر کشورها ۵۰ درصد بیشتر است و هر ساله گلاب این منطقه توسط کشورهایی چون انگلستان، آلمان، روسیه و کانادا خریداری می‌شود. به دلیل ارتفاع زیاد شهر لاله زار از سطح دریا، آب در ۸۵ درجه به جوش می‌آید و همین امر کیفیت بالای گلاب لاله زار را موجب شده‌است .

## امکانات فرهنگی

### کتابخانه‌ها
- کتابخانه عمومی امام حسین[۸]

## صنایع
- کارخانه گلاب زهرا :محصولات این شرکت علاوه بر مصرف داخل، به اروپا و کشورهای حاشیه خلیج فارس صادر می‌شود. کارخانه‌های تولید عطر و ادکلن از جمله مشتریان این شرکت هستند. این کارخانه برای تولید این محصولات موفق به دریافت گواهینامه ارگانیک از انجمن‌خاک انگلیس (Soil Association )  و نیز اکوسرت فرانسه و گواهینامه بیودینامیک از دی متر آلمان شده است.

## فاصله تا شهرهای دیگر
- فاصله تا تهران: ۱۰۶۰ کیلومتر
- فاصله تا کرمان: ۱۱۰ کیلومتر
- فاصله تا بردسیر: ۸۵ کیلومتر
- فاصله تا بافت: ۷۵ کیلومتر
- فاصله تا رابر: ۸۳ کیلومتر
- فاصله تا زاهدان ۶۰۰ کیلومتر